# Omobono Tenni
Omobono Tenni, född 24 juli 1905 i Tirano, död 30 juni 1948, var en italiensk motorcykelförare. 
Tenni, som var fabriksförare hos Moto Guzzi i Milano, var den förste utlänning, som segrade i ett av Englands TT-lopp, Lightweight TT 1937. Han började tävla 1923, körde uteslutande Moto Guzzi från 1932, vann vidare C-klassen i Italiens GP 1934 och 1936 (tvåa 1937) och A-klassen i Europas GP 1937 samt Schweiz GP 1936 och 1937. Han segrade även i flera italienska landsvägslopp samt blev 1934 och 1935 italiensk mästare i klass C. I november 1938 satte han på Monzabanan ej mindre än nio nya internationella rekord i klass A; på 5 km t.o.m. 100 engelsk mil samt i entimmeskörning (180,502 km), alla överträffande även gällande noteringar i B-klassen. Han vann vidare bland annat C-klassen i Europas GP (i Schweiz) 1947. I Engelska TT:s seniorklass samma år ledde han överlägset efter fyra av tävlingens sju varv men fick sedan tändstiftsfel och hamnade på nionde plats. Sedan 1935 var han även framgångsrik vid racertävlingar i 1,5-liters-klassen på Maserati. Han omkom i juli 1948 på Bremgartenbanan vid Bern under träningen för Bern GP.